# Iñaki Gozálbez
Gozálbez  Nadal est un nom espagnol. Le premier nom de famille, en général paternel, est Gozálbez ; le second, en général maternel, souvent omis, est Nadal.
Iñaki Gozálbez Nadal, né le 5 janvier 1991 à Beniarrés,, est un coureur cycliste espagnol.

## Biographie
En 2013, Iñaki Gozálbez s'adjuge le Challenge de la Communauté valencienne.
En début d'année 2017, il participe au Tour de San Juan avec l'équipe continentale argentine Italomat-Dogo. Il redescend ensuite au niveau amateur dès le mois de mai. Fin juin, il se classe troisième du Tour de Lleida.

## Palmarès
- 2013
  - Challenge de la Communauté valencienne
- 2016
  - 3e du Tour d'Ávila
- 2017
  - 3e du Tour de Lleida